# 마상육기

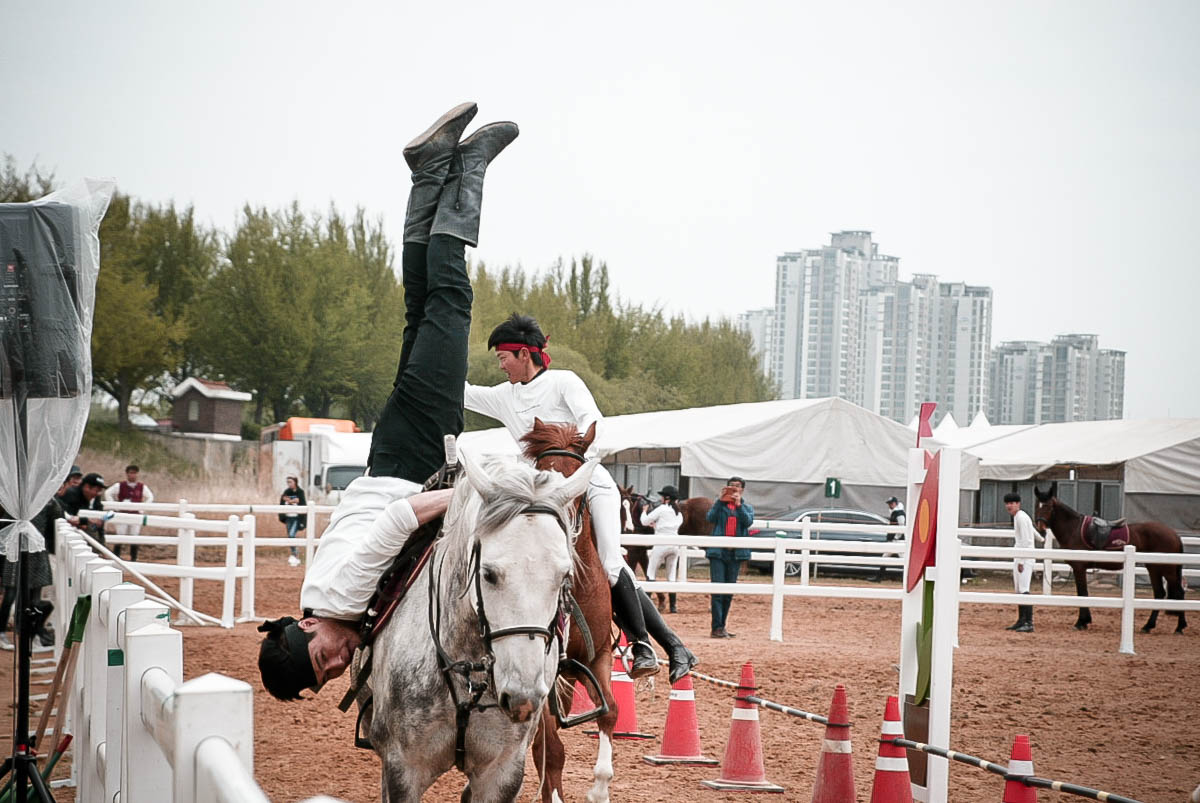
두 젊은이가 마상무예를 선보이고 있다.

마상육기(馬上六技)는 《무예도보통지》에 실려있는 말을 타고 하는 6가지 무예를 말한다. 고서에는 기예(騎藝), 마상기예(馬上技藝) 등으로 기록되어 있다.
현대에는 말 위에서 하는 무예 전반을 일컬어 마상무예(馬上武藝)라고 부르기도 한다.
1.마상무예 용어오류
옛 군사체계는→크게 (보병) (기병) (마군) (수군)으로 나눈다.그렇다면 보병의 기예를 지상무예로 부르고 기병(마군)의 기예를 마상무예 라고 부를 경우 수군의 기예를(수상무예)혹은(선상무예)로 불러야 할 것인지의문이다.  현대 군에 있어 크게 보병인 육군(지상군)과  공군,해군으로나누어지는데, 군  문화축제 기간에 지상군 행렬의식이 있는데 현대의 개념으로 지상무예라고 부를 때의 지상은 마상과 구별하기 위해 부르기 시작한 것으로 추정된다.
출처:무예도보통지기록 용어에 대한 분석과정리논문

## 역사
마상육기는 기창(騎槍), 마상월도(馬上月刀), 마상쌍검(馬上雙劍), 마상편곤(馬上鞭棍), 격구(擊毬), 마상재(馬上材)를 총칭하는 수사적 명칭이다.
기창은 조선 태종 때 제정된 마창법(馬槍法)에서부터 시작되었음이 조선왕조실록(태종 11년 3월 13일)에 기록되어있다.
마상월도, 마상쌍검, 마상편곤은 임진왜란 이후에 조선에 들어온 것으로 추정된다.
격구와 마상재는 고려시대 때부터 군사 훈련의 일환으로 군영에서 전승되었다.
《무예도보통지》에는 《무예신보》의 18가지 보병무예(십팔기)에 마상육기가 추가되었다.
십팔기가 주로 임진왜란 당시 일본군의 백병전에 대한 방어책인 것에 비해, 마상육기는 화포의 발전에 대응하기 위한 기동력 증강이라는 전략적 필요성에 의해 수록된 것으로 추측된다.

## 현대의 복원
한민족전통마상무예격구협회(충혼당)에서 1994년 경부터 복원, 시연을 하였고, 이후 몇몇 단체에서도 복원하였다.
복원↔재현 용어차이
復元 복원
부서지거나 없어진 사물(事物)을 원래(原來)의 모습이나 상태(狀態)로 되돌려 놓는 것
再現 재현 2 [재ː현]
명사 다시 나타남. 또는 다시 나타냄.
명사 심리 [같은 말] 재생1(再生)(7. 이미 경험하거나 학습한 정보를 다시 기억해 내는 일)
※용어참고※
무예도보통지재현단체
24기재현무예=18기재현무예
24반재현무예=18반재현무예
마보무예재현시연 마상육기재현시연 마상재재현시연
※마상육기 문헌해석※
마상육기(馬上六技, 마상6기)는 1790년에 만들어진 군사무예서 무예도보통지에 수록되어 있는 6가지 기병무예를 의미한다. 조선 초기부터 임진왜란 때까지 한반도에 들어오거나 체계화되었다. 마상기예(馬上技藝), 기예(騎藝)라고도 불렸으며 이름에서 보여지듯 기병들이 수련했던 무예를 이르는 말이다. 참고로 당시 보병들이 수련했던 무예를 보예(步藝)라 하였고,대표적으로 십팔기가 이에 포함된다.
출처:무예도보통지
※마상무예 현재해석※
(현대에는 기사(騎射)를 포함하여 "마상무예"란 이름으로 불리기도 한다. 마상무예란 단어 자체가 "말 위에서 하는 무예"를 통칭하는 단어이므로 넓은 의미에서 봤을 때 절대 틀린 말이 아니다.)
*문헌기록상 마상무예 틀린 말이다.
그럼 한자해석상 말등위에서 두발로 서서 무예를 수련해야한다.
무예도보통지문헌 에도 없는 단어를 왜곡 하면서 연구해야 하는가
선조분들이 알아서 마상육기.마상기예.마상재.마보무예 라고
문헌에 기록 하셔는데 왜? 현대단어로 전통무예를 연구하는가
반성하자 전통무예 연구자분들 그리고 한자뜻 공부좀해야할듯
1.마상무예 용어오류
옛 군사체계는→크게 (보병) (기병) (마군) (수군)으로 나눈다.
그렇다면 보병의 기예를 지상무예로 부르고 기병(마군)의 기예를
마상무예라고 부를 경우 수군의 기예를(수상무예)혹은(선상무예)로 불러야 할 것인지의문이다. 현대 군에 있어 크게 보병인 육군(지상군)과 공군,해군으로나누어지는데, 군 문화축제 기간에 지상군 행렬의식이 있는데 현대의 개념으로 지상무예라고 부를 때의 지상은 마상과 구별하기 위해 부르기 시작한 것으로 추정된다.
출처 무예도보통지기록 용어에 대한 분석과정리논문

## 개설
조선초기에 무과 시험에서 무예 과목을 통칭해서 부르는 용어였다. 1402년(태종 2)에 무과를 처음 시행할 때, 지략(智略)을 묻는 병서(兵書)와 기예(技藝)를 평가하는 무예를 시험 보았다. 이때 병서는 『무경칠서(武經七書)』를 가리키는 말이었고, 병서를 제외하고 각종 무예를 총칭하여 ‘마보무예(馬步武藝)’라고 불렀다. 따라서 마보무예는 무과 시험에서 병서를 제외한 기마무예(騎馬武藝)와 보사무예(步射武藝)를 합쳐 부르는 용어로 쓰였다.

## 연원 및 변천
조선왕조는 1402년(태종 2)에 무과를 처음으로 실시하였다. 이때 무과의 시험 과목은 『무경칠서』와 마보무예에 정통하고 능숙한 자를 1등으로 삼고, 『무경칠서』 중 삼가(三家)의 병서와 마보무예에 정통하고 능숙한 자를 2등으로 삼고, 단지 마보무예에만 통달한 자는 3등으로 삼았다(『태종실록』 2년 1월 6일). 이처럼 마보무예는 고위 무관을 선발하는 데 병서와 함께 중요한 시험 과목이었다. 마보무예는 기마무예와 보사무예로 구분할 수 있다. 다만 전자가 기사(騎射)·기창(騎槍)이라면, 후자는 목전(木箭)·철전(鐵箭)·편전(片箭)이다. 이러한 점에서 볼 때, 마보무예는 기보무예(騎步武藝)라고 부를 수 있다. 그러다가 세종 때 격구(擊毬)를 무과 시험 과목으로 채택하면서, 마보무예에 격구가 포함되었다. 다만 『경국대전』에는 마보무예라는 표현을 대신하여 기보격구(騎步擊毬)라는 표현이 등장한다. 이러한 표현은 기격구(騎擊毬)와 보격구(步擊毬)가 아니라 기마무예와 보사무예, 그리고 격구라는 의미로 해석된다.
출처:실록사전

## 참고 문헌
- 심승구, 「조선전기 무과연구」, 국민대학교 박사학위논문, 1994.